# Clube Atlético Riopretano
Clube Atlético Riopretano, anteriormente conhecido como Clube Atlético São José, é uma agremiação esportiva da cidade de São José do Vale do Rio Preto, estado do Rio de Janeiro, fundada a 18 de maio de 1983. Atualmente se encontra desfiliado.

## História
Conhecido como Galo da Serra, a exemplo do seu inspirador Clube Atlético Mineiro, a agremiação surge como Clube Atlético Riopretano, mudando sua denominação ao final dos anos 90.
Estreou no profissionalismo ao jogar o Campeonato Estadual da Terceira Divisão do Rio de Janeiro em 1995, quando fez boa campanha ao se classificar para a fase final.
Em 1996, o Galo da Serra joga o Campeonato da Quarta Divisão, ficando em terceiro lugar.
Muda de nome para Atlético São José, porém mantendo as cores preta e branca. Desde então, a agremiação encontra-se licenciada das competições de âmbito profissional.
Em 2014 para disputar a Série C do Campeonato Carioca, o clube volta a se chamar Clube Atlético Riopretano e participa da competição em uma parceria com o União Central Futebol Clube.

## Estatísticas

### Participações
| Competição | Temporadas | Melhor campanha     | Estreia | Última | P | R |
| ---------- | ---------- | ------------------- | ------- | ------ | - | - |
| Série B2   | 1          | 18º colocado (2014) | 2014    | 2014   | – | – |
| Série C    | 2          | 3º colocado (1995)  | 1995    | 1996   | – |   |